# 1138
1138 (MCXXXVIII) a fost un an obișnuit al calendarului iulian.

## Evenimente
- 26 aprilie-21 mai: Campania comună a cruciaților din Antiohia și a bizantinilor conduși de Ioan al II-lea Comnen se încheie cu un eșec în fața zidurilor orașului Chayzar; Zengi, atabegul de Mosul, reocupă nestingherit locurile de la est de fluviul Orontes.
- 7 martie: Are loc la Koblenz alegerea lui Conrad al III-lea de Hohenstaufen ca împărat romano-german; după ce ocupase teritoriile stăpânite cândva de contesa Matilda de Toscana, Henric "cel Superb", duce de Bavaria, dezamăgit de a nu fi fost ales împărat, refuză să îl accepte pe Conrad.
- 13 martie: Conrad al III-lea este încoronat la Aachen.
- 19 martie: Prima mențiune a instituției consulare la Florența.
- 9 august: Un devastator cutremur de pământ conduce la 230.000 de victime în Siria (Alep și împrejurimi).
- 22 august: Bătălia de la Standard: regele David I al Scoției este înfrânt de către trupele regelui Ștefan al Angliei.
- 28 octombrie: La moartea regelui Boleslaw al III-lea, începe lupta în interiorul dinastiei Piaștilor pentru tronul Poloniei și o perioadă de anarhie; statul se împarte inițial între cei patru fii ai defunctului (Ladislau al II-lea, Boleslaw al IV-lea, Mieszko al III-lea și Cazimir al II-lea) care primesc ducate ereditare; titlul de duce al Poloniei revine lui Ladislau, care stăpânește însă doar asupra Sileziei, Poloniei Mici (cu sediul la Cracovia) și Pomeraniei (în jurul Gdanskului).

### Nedatate
- iulie: Bavaria este luată de sub stăpânirea lui Henric "cel Superb" și conferită margrafului Leopold al IV-lea de Austria.
- Generalul chinez Yue Fei, conducătorul trupelor dinastiei Song de sud, începe marșul asupra fostei capitale, Kaifeng, aflate în mâinile dinastiei jurchene Jin, însă acțiunea sa este oprită din cauza invidiei autorităților.
- Pembroke este primul comitat constituit de normanzi pe teritoriul Țării Galilor, sub conducerea lui Gilbert de Clare.
- Prima atestare documentară a localității Sâmbăteni (județul Arad).
- Prima atestare documentară a localității Șeitin (județul Arad).
- Reușita campanie în Orient a lui Ioan al II-lea Comnen readuce granițele Imperiului bizantin pe râul Halys.

## Înscăunări
- 7 martie: Conrad al III-lea, împărat romano-german.
- 13 martie: Victor al IV-lea, antipapă.
- 28 octombrie: Ladislau al II-lea, duce de Polonia (1138-1146).
- Ly Anh Tong, în statul vietnamez Dai Viet (1138-1175)

## Nașteri
- 28 martie: Moses Maimonides, rabin, medic și filosof evreu din Spania (d. 1204).
- Cazimir al II-lea, duce de Polonia (d. 1194).
- Conan al IV-lea, duce de Bretagne (d. 1171).
- Saladin (Salah-ad-Din), sultan ayyubid (d. 1193).

## Decese
- 13 ianuarie: Simon I, duce de Lorena (n. 1076).
- 25 ianuarie: Anaclet al II-lea, antipapă (n. 1090).
- 11 februarie: Vsevolod, cneaz de Pskov (n. ?)
- 28 octombrie: Boleslaw al III-lea, rege al Poloniei (n. 1085).
- Ibn Bajjah, filosof arab din Spania (n. 1095).
- Pandolfo de Alatri, istoric italian (n. ?)